# 狙魔特攻
《狙魔特攻》（法語：Le Pacte des loups）是一部2001年发行的法國娛樂电影；混合了懸疑、文藝、功夫、恐怖、奇幻、政治、艷情、惊悚等不同元素於一身。主要演员包括意大利名模：蒙妮卡·貝露琪和她的丈夫凡松·卡塞。故事根據真人真事改編，講述在18世紀的法國，一只神秘野獸殺人無數，兩名國王特使接手調查，卻發現案中有案......
本片有兩位華人參與製作：動作指導郭追和剪接師胡大為。
本片於2002年在美國和香港上映。本片於美國的票房成績非常理想，成了近20年來美國票房第二高的法語片。本片在美国由環球影業发行，在香港便由洲立影片發行(香港)有限公司發行。
此片也是第六屆上海國際電影節的閉幕電影。

## 劇情
法國大革命期間，阿普歇侯爵在他的城堡裡寫回憶錄。 他回憶起 1764 年，當時一隻神秘的野獸恐嚇熱沃當省。 法國國王路易十五的騎士和皇家博物學家格雷瓜爾·德·弗龍薩克（Grégoire de Fronsac）和他的易洛魁同伴瑪尼（Mani）趕來捕捉這隻野獸。  Fronsac 對當地伯爵的女兒 Marianne de Morangias 產生了興趣，而她的哥哥 Jean-François 也是一名狂熱的獵人和世界旅行者，他的手臂在海外時被折斷並變得無用。  Fronsac 也對當地妓院的意大利妓女 Sylvia 很感興趣。
在調查另一名受害者時，弗朗薩克發現了一把鋼製的尖牙。 一個受過創傷的兒童目擊者發誓說這隻野獸是由一個似乎是人類主人的東西控制的。 由於調查無果而終，國王的武器大師德博特恩勳爵前來消滅這頭野獸，並將弗龍薩克送回巴黎。 他意識到這隻野獸實際上是一個秘密組織的工具：狼兄弟會，它正在努力破壞公眾對國王的信心並最終接管這個國家。 回到熱沃丹，真正野獸的襲擊仍在繼續，弗龍薩克回來結束野獸的殺戮。 在與瑪麗安的秘密會合中，他們被野獸襲擊，而野獸卻神秘地停止攻擊她。
弗龍薩克、瑪尼和一個年輕的侯爵進入森林，設置了一系列陷阱來捕捉這隻野獸； 它受了重傷但逃脫了。 瑪尼獨自出發去追擊，在那裡他發現了一個用作野獸握筆的地下墓穴，裡面住著兄弟會。 寡不敵眾，瑪尼被槍殺。  Fronsac 發現了 Mani 的屍體並進行了屍檢，發現了一顆銀彈——讓-弗朗索瓦的標誌性彈藥選擇。 一怒之下，復仇的弗朗薩克前往地下墓穴並屠殺了許多成員，但被地方當局製服並被監禁。
西爾維亞去監獄探望他，並透露她是教廷的間諜。 她解釋說，當地牧師兼兄弟會領袖亨利·薩迪斯相信他正在恢復法國對上帝的崇拜。 教皇克萊門特十三世認定薩迪斯瘋了，派她去除掉他。 然後她毒死了弗龍薩克，說他知道的太多了。 與此同時，讓-弗朗索瓦來到瑪麗安的房間，向她透露他是這隻野獸的主人。 當它靠近她時，它認出了她身上的氣味，這就是它沒有攻擊的原因。 然後，當她拒絕他的進步時，他強奸了她。
西爾維亞的特工挖掘了弗朗薩克，他沒有被殺，只是暫時昏迷，他出現在兄弟會的一次佈道會上。 他殺死了幾名成員，其中包括讓-弗朗索瓦，後者透露他已經重新使用了他據稱受傷的手臂。 薩迪斯逃到山里，但被一群狼咬死。 弗龍薩克和侯爵前往野獸的巢穴，那裡受了重傷。 原來這頭野獸是讓-弗朗索瓦從非洲帶回來的一頭獅子，幼崽被折磨成惡毒並被訓練穿上帶刺的金屬盔甲。  Fronsac 感到同情，並以仁慈的方式殺死了野獸。
侯爵在被一群革命暴徒帶去處決之前完成了他的敘述。 他說他不知道野獸死後弗龍薩克和瑪麗安的下落； 但他希望在某個地方，他們幸福地在一起。 最後一個場景顯示弗朗薩克和瑪麗安在一艘名為 Frère Loup-Brother Wolf 的船上航行。

## 外部連結
- 互联网电影数据库（IMDb）上《狙魔特攻》的资料（英文）
- “狙魔特攻”的美國官方網站（英文）